# Герасименко Тамара Миколаївна
Тама́ра Микола́ївна Герасиме́нко (Хвосте́нко) (*15 липня 1956, смт Липова Долина, Сумська область) — поетеса, журналістка. Членкиня Національної спілки журналістів України (1998) і Національної спілки письменників України (1999). Голова сумської обласної організації НСПУ (2018—2023). Очолює літературну студію «Зажинок».

## Життєпис
Народилася 15 липня 1956 р. в селищі Липова Долина на Сумщині. Після закінчення Липоводолинської середньої школи була літературною працівницею районної газети, бібліотекаркою, вихователькою дитячого садочку.
Навчалася на філологічному факультеті Київського державного університету ім. Т. Г. Шевченка (1976—1981), по закінченню якого працювала у восьмирічній школі Баришівського району Київської області.
1984 року переїхала до міста Суми, Як журналістка працювала на радіо та телебаченні (Сумська обласна телерадіомовна компанія), була кореспонденткою радіо «Свобода» в Сумській області, редакторкою у видавництвах «Слобожанщина», «Козацький вал», «Університетська книга».
Авторка кількох поетичних збірок. Вірші Тамари Герасименко друкувалися в обласній пресі, газеті «Літературна Україна», журналах «Дніпро», «Ранок», «Барвінок», «Прапор», колективних збірках «Співає серце», «Зажинок», альманасі «Слобожанщина».

Відомий письменник Олексій Столбін так охарактеризував її творчість:
Яскрава образність, вишукана асоціативність, бездоганне володіння мовним матеріалом — це, на мою думку, найхарактерніши риси поетичного письма авторки.
1998 року поетеса стала членом Національної спілки журналістів України, 1999 — членом Національної спілки письменників України.
2016 року відновила літературну студію «Зажинок», яка існувала у Сумах раніше, працює з літераторами-початківцями, передає їм свій досвід.
2018 року очолила обласну письменницьку організацію.
Пісні на вірші Тамари Герасименко створили Людмила Ромен, Руслана Лісова, Ольга Козаченко.

## Поетичні збірки
- Доріжка для кота: вірші для дошк. віку / мал. Є. Новикової ; рец. О. П. Столбін. — Суми : Козацький вал, 1997. — 24 с.
- Казки про душу. — Суми : Козацький вал, 1998.
- Червона книга. Людина / передм. О. Вертіля. — Суми : Козацький вал, 2005. — 120 с.
- Самотність серед натовпу, як дзвін. — Суми : Мрія, 2010. — 96 с.
- Незнайомці. — Суми : Мрія, 2018. — 92 с.
- Веселі цифри. — Суми : Мрія, 2021. — 12 с. : іл.